# العلاقات المجرية السورينامية
العلاقات المجرية السورينامية هي العلاقات الثنائية التي تجمع بين المجر وسورينام.

## مقارنة بين البلدين
هذه مقارنة عامة ومرجعية للدولتين:
| وجه المقارنة                                              | المجر                                                       | سورينام                        |
| --------------------------------------------------------- | ----------------------------------------------------------- | ------------------------------ |
| المساحة (كم2)                                             | 93.04 ألف                                                   | 163.27 ألف                     |
| عدد السكان (نسمة)                                         | 9.78 مليون                                                  | 563.40 ألف                     |
| الكثافة السكانية (ن./كم²)                                 | 105.12                                                      | 3.45                           |
| العاصمة                                                   | بودابست                                                     | باراماريبو                     |
| اللغة الرسمية                                             | لغة مجرية                                                   | اللغة الهولندية                |
| العملة                                                    | فورنت مجري                                                  | دولار سورينامي، غيلدر سورينامي |
| الناتج المحلي الإجمالي (بليون دولار)                      | 139.14 مليار                                                | 3.32 مليار                     |
| الناتج المحلي الإجمالي (تعادل القوة الشرائية) بليون دولار | 260.42 مليار                                                | 9.07 مليار                     |
| الناتج المحلي الإجمالي الاسمي للفرد دولار أمريكي          | 12.36 ألف                                                   | 9.48 ألف                       |
| الناتج المحلي الإجمالي للفرد دولار أمريكي                 | 25.07 ألف                                                   | 16.64 ألف                      |
| مؤشر التنمية البشرية                                      | 0.828                                                       | 0.714                          |
| رمز المكالمات الدولي                                      | +36                                                         | +597                           |
| رمز الإنترنت                                              | .hu                                                         | .sr                            |
| المنطقة الزمنية                                           | ت ع م+01:00، ت ع م+02:00، أوروبا/بودابست ‏، توقيت وسط أوروبا | 00                             |

## منظمات دولية مشتركة
يشترك البلدان في عضوية مجموعة من المنظمات الدولية، منها:
| علم المنظمة | اسم المنظمة                        | تاريخ انضمام المجر | تاريخ انضمام سورينام |
| ----------- | ---------------------------------- | ------------------ | -------------------- |
|             | يونسكو                             | 14 سبتمبر 1948     | 16 يوليو 1976        |
|             | وكالة ضمان الاستثمار متعدد الأطراف | 21 أبريل 1988      | 2 يوليو 2003         |
|             | الأمم المتحدة                      | 14 ديسمبر 1955     | 4 ديسمبر 1975        |
|             | الاتحاد البريدي العالمي            | ?                  | ?                    |
|             | البنك الدولي للإنشاء والتعمير      | 7 يوليو 1982       | 27 يونيو 1978        |
|             | الاتحاد الدولي للاتصالات           | 1866               | 15 يوليو 1976        |
|             | منظمة حظر الأسلحة الكيميائية       | ?                  | ?                    |
|             | مؤسسة التمويل الدولية              | 29 أبريل 1985      | 1 سبتمبر 2011        |
|             | منظمة التجارة العالمية             | 1995               | ?                    |
|             | منظمة الشرطة الجنائية الدولية      | ?                  | ?                    |

## وصلات خارجية
- موقع وزارة الخارجية المجرية
- موقع وزارة الخارجية السورينامية